# Lychas biharensis
Espèce
Lychas biharensis est une espèce de scorpions de la famille des Buthidae.

## Distribution
Cette espèce est endémique du Jharkhand en Inde. Elle se rencontre dans le district de Dhanbad .

## Description
La femelle holotype mesure 46,25 mm.

## Étymologie
Son nom d'espèce, composé de bihar et du suffixe latin -ensis, « qui vit dans, qui habite », lui a été donné en référence au lieu de sa découverte, le Bihar, qui incluait le Jharkhand en 1983.

## Publication originale
- Tikader & Bastawade, 1983 : The fauna of India: Scorpions. Scorpionida, Arachnida. Vol III. The Zoological Survey of India, Calcutta, p. 1–668.